# Macaranga daviesii
Macaranga daviesii là một loài thực vật có hoa trong họ Đại kích. Loài này được W.N.Takeuchi mô tả khoa học đầu tiên năm 2007.